# Candidatus theologiæ
Candidatus theologiæ (masculino), Candidata theologiæ (femenino), abreviado cand. theol. es un título académico con una larga tradición, otorgado luego de un período en educación superior de seis años en teología en Islandia, Dinamarca y Noruega.
En Noruega, el título se ha mantenido después de la reforma de calidad (Kvalitetsreformen). En Dinamarca, el título se describe como equivalente a la Maestría en Teología, mientras que en Noruega tiene una jerarquía mayor.
Este título está protegido por ley en tanto en Dinamarca y como en Noruega.
En Islandia, el título lo otorga la escuela de humanidades de la Universidad de Islandia en Reikiavik.
En Dinamarca las instituciones que entregan este título en sus escuelas de teología, es la Universidad de Copenhague y la Universidad de Aarhus.
En Noruega solo puede ser emitido por tres instituciones, la Universidad de Oslo, la Escuela Noruega de Teología MF de Oslo y la Universidad Especializada VID de Stavanger. Estas dos últimas instituciones son de carácter privado.